# Chita (Boyacá)
Chita es un municipio colombiano ubicado en la provincia de Valderrama en el departamento de Boyacá. Está situado a 189 kilómetros de la ciudad de Tunja. 
El municipio limita por el norte con El Cocuy, al noroccidente con La Uvita, al occidente con Jericó, Socotá y Pisba, al sur con Pisba y al oriente con Támara, La Salina y Sácama (Casanare).

## Toponimia
Aunque se desconoce su significado, el nombre de Chita generalmente se asocia con una expresión muisca que significa «nuestra tierra». otras tradiciones describen el vocablo como "Hombres de roca fuerte". 

## Historia
El actual pueblo de Chita fue fundado por el padre José de Arce el 28 de marzo de 1727, después que el antiguo pueblo fue destruido por un deslizamiento de tierra. Hoy quedan pocas ruinas del pueblo y a ese lugar se le llama “Pueblo Viejo” el cual hace parte de la vereda Dímiza. Las primeras referencias de Chita, corresponden al año 1621, cuando el arzobispo de Santafé,  Hernando Arias de Ugarte, realiza una visita pastoral hasta la lejana población de Chita y las llanuras del Casanare, cuyas doctrinas están al cuidado de cuatro sacerdotes: en Chita, el padre Gonzalo Martín, en Morcote, el padre Andrés Pérez de Nieto, y en Támara, el bachiller Cristóbal de Velazco; a su regreso y preocupado por el abandono espiritual de aquellos indígenas, decide entregar a la Compañía de Jesús estas doctrinas y es así como el 17 de octubre de 1624 firma el Auto por el cual se confía las doctrinas de Chita, Támara, Pauto, Pisba y Morcote a los misioneros.
Por esta época, y según datos recopilados por Arias de Ugarte en su visita pastoral, las doctrinas contaban con 527 habitantes en Morcote, 763 en Chita y Támara con Pisba y Paya 1304. Datos estos solo referidos a los indios que se encontraban reducidos en las poblaciones, ya que muchos se encontraban huyendo de la esclavitud en las montañas. La misión de los jesuitas no dura mucho tiempo, ya que en cuanto llega el sucesor de Arias Ugarte, Julián de Cortázar, quien no quería a los jesuitas, no espera órdenes del Rey y una vez muere el presidente de la Real Audiencia, Juan de Borja, toma medidas para sacarlos de los llanos en 1628. Las misiones vuelven a manos del clero secular de la provincia de Tunja.
Con la llegada de los españoles y mezclarse con los indígenas, surgió el mestizo, población esta que predominó en la región. Gracias a su ubicación como sitio intermedio entre el altiplano y la región de los llanos, durante el período de la colonia y parte del siglo XX, Chita mantuvo cierta preponderancia; en la medida que el país se fue industrializando, y que se fueron incorporando al mercado nacional e internacional nuevos productos, así mismo se fueron transformando las vías y medios de transporte, la dinámica económica se traslada a nuevas regiones, quedando aislados un buen número de centros poblados del nuevo contexto de desarrollo, entre ellos Chita que perdió importancia como centro de intercambio y su desarrollo comenzó a depender de sus propios recursos y de su capacidad para competir económicamente.

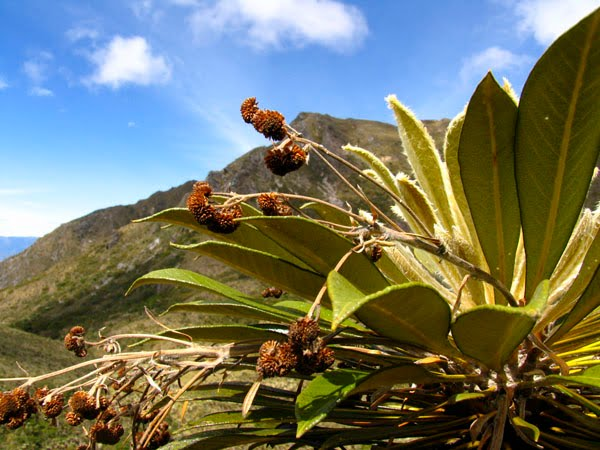
Frailejón.
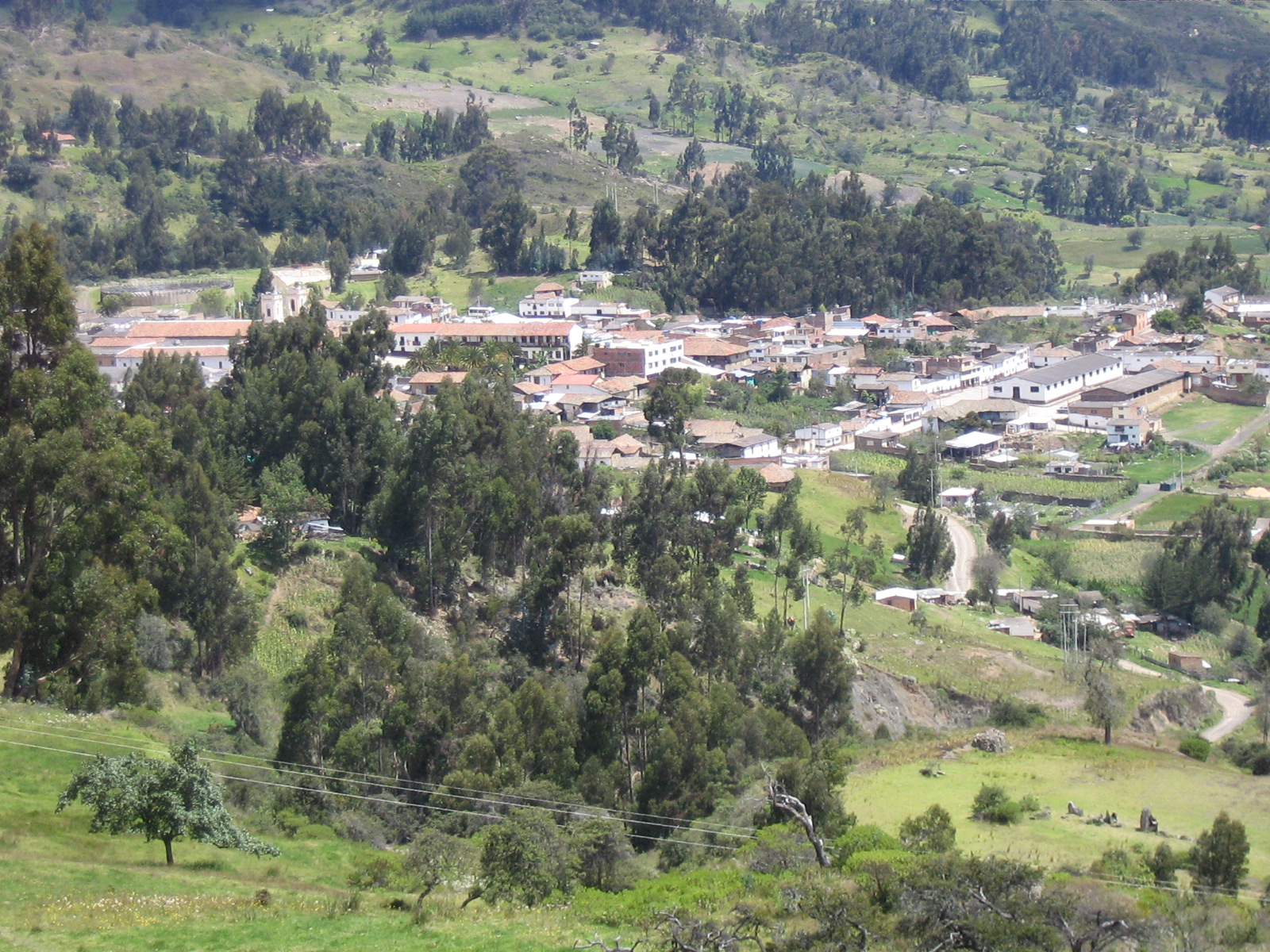
Panorámica de Chita.

## Geografía
Chita se encuentra ubicado al noreste del departamento de Boyacá, Provincia de Valderrama, en las estribaciones de la cordillera Oriental de Colombia; aquí tienen nacimientos ríos que vierten sus aguas tanto hacia el oeste (cuenca del Magdalena), como al este (cuenca del Orinoco). Su cabecera está localizada a los 060 11´22´´ de latitud norte y 720 28´ 36´´ de longitud oeste.Entre los accidentes y áreas geográficas sobresalientes están los Páramos del Cocuy (Perteneciente al Parque nacional natural del Cocuy), Rechíniga, El Verde, Eucas, La Caña, El Cadillal y El Cardón. 
Los ecosistemas de alta montaña ocupan más del 60% del territorio y constituye una reserva hídrica tanto de escorrentía a través de los Ríos Chitano, Pauto y Casanare, como en lagunas y humedales tales como el de Eucas, Venados, Tres Chorros, Ocubies, Batanera y Canutos. La actividad económica está centrada en la agricultura, ganadería y comercio. Los cultivos son propios de climas templado, frío e incluso de páramo.

### Límites municipales
Chita está delimitado con el departamento de Casanare al oriente y el resto, con los siguientes municipios:
| Noroeste: La Uvita           | Norte: El Cocuy | Nordeste: La Salina Casanare |
| Oeste: Jericó                |                 | Este: Sácama Casanare        |
| Suroeste: Socotá (Río Pauto) | Sur: Pisba      | Sureste: Támara Casanare     |

## Economía
Actividad agropecuaria: La economía del municipio se basa en la agricultura y la ganadería . Entre los productos agrícolas se destacan el maíz, la yuca, la caña, la alfalfa, la Mora, el plátano, la curuba y el café. En cuanto al ganado se cría principalmente el vacuno y el ovino.
En Chita el sector agropecuario ocupa el 87.5% del subsistema económico, con fortaleza en la ganadería, la agricultura y la piscicultura. La actividad urbana solo representa el 12.5% de la actividad económica del municipio.
Actividad económica área urbana: La actividad fundamental es la mercantil, con establecimientos como misceláneas de víveres, expendeduría de licores, cafeterías, panaderías, carnicerías, ferreterías, insumos agrícolas, veterinarias, ropa, calzado, supermercados, droguerías, hoteles y restaurantes.
En la parte urbana existe interacción entre la actividad económica y la institucional (Alcaldía, colegios, bancos, iglesias, Registraduría, Notaria, Juzgado, Centro de Bienestar del Anciano, Centro Salud) Estación de Policía. Estas instituciones mueven la demanda agregada y jalonan la actividad económica del municipio del casco urbano.
Actividad minera: En los últimos años también ha tomado gran importancia la explotación minero-energética, la cual se ha consolidado como un renglón muy importante en la economía del municipio y que a su vez ha generado un gran impacto socioeconómico en el municipio y  sus alrededores.
Siendo la actividad de extracción de carbón mineral la que esta contribuyendo a la generación de empleos directos en indirectos y que viene desplazando mano de obra especialmente del sector rural.